# Zostérops de Pemba
Zosterops vaughani
Espèce
Statut de conservation UICN

 LC  : Préoccupation mineure
Le Zostérops de Pemba (Zosterops vaughani) est une espèce de passereau de la famille des Zosteropidae endémique de Tanzanie. C'est une espèce monotypique.